# Ardico Magnini
Ardico Magnini (Pistoya, Provincia de Pistoia, Italia, 21 de octubre de 1928 - ib., 3 de julio de 2020) fue un futbolista y director técnico italiano. Se desempeñaba en la posición de defensa.

## Selección nacional
Fue internacional con la selección de fútbol de Italia en 20 ocasiones. Debutó el 26 de abril de 1953, en un encuentro válido por la Copa Dr. Gerö ante la selección de Checoslovaquia que finalizó con marcador de 2-0 a favor de los checoslovacos.

### Participaciones en Copas del Mundo
| Mundial                        | Sede  | Resultado    |
| ------------------------------ | ----- | ------------ |
| Copa Mundial de Fútbol de 1954 | Suiza | Primera fase |

## Clubes

### Como futbolista
| Club                | País   | Año         |
| ------------------- | ------ | ----------- |
| A. C. Pistoiese     | Italia | 1947 - 1950 |
| A. C. F. Fiorentina | Italia | 1950 - 1958 |
| Génova F. C.        | Italia | 1958 - 1960 |
| A. C. Prato         | Italia | 1960 - 1961 |

### Como entrenador
| Club            | País   | Año         |
| --------------- | ------ | ----------- |
| A. C. Pistoiese | Italia | 1962        |
| A. C. Pistoiese | Italia | 1963        |
| A. C. Pistoiese | Italia | 1964 - 1965 |

## Palmarés

### Como futbolista

#### Campeonatos nacionales
| Título  | Club                | País   | Año     |
| ------- | ------------------- | ------ | ------- |
| Serie A | A. C. F. Fiorentina | Italia | 1955-56 |